# Klack (grupp av människor)

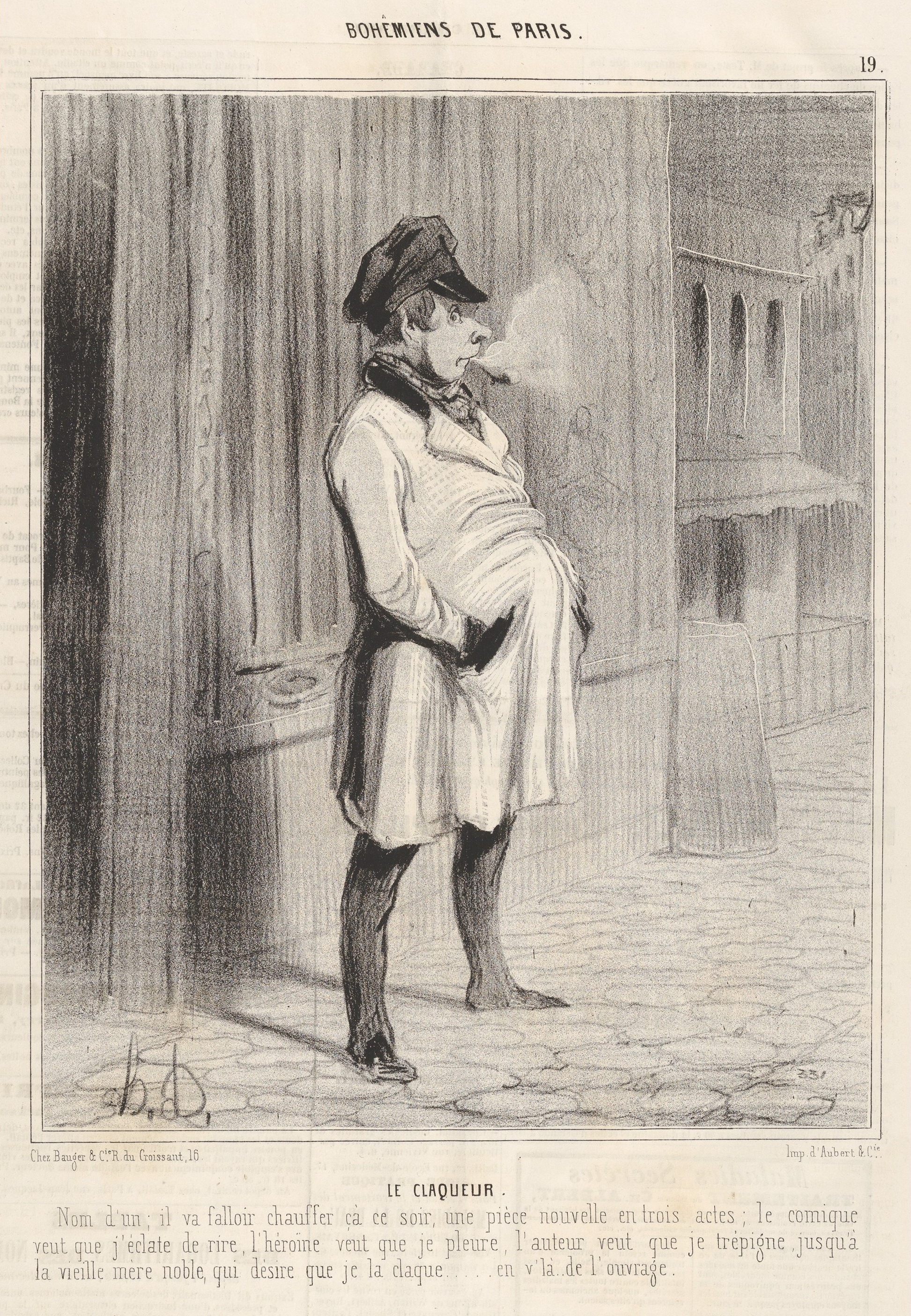
En "klackare" i Paris, 1842.

Klack (franska claque av claquer, "applådera") eller hejarklack är en samling av personer som hejar på oftast ett idrottslag eller -utövare. En klack kan få betalt för att klappa i händerna på teatrar. Särskilt i Paris var claquen fast organiserad och en teatermakt att räkna med. En medlem av en claque kallas claqueur.

## Historia
Seden att hyra in människor för att applådera vid olika typer av framträdanden och teatrar har funnits sedan antiken. Ett exempel är den romerske kejsaren Nero, som när han framträdde offentligt gjorde det till applåder och glädjerop av femtusen av sina legionärer.
Detta ledde till att den franske 1500-tals poeten Jean Durat bidrog till att utveckla den moderna klacken. Detta skedde genom att han köpte en mängd biljetter till en av sina egna pjäser, och gav dem till folk som då lovade att applådera under och efter föreställningen. 1820 blev systemet än mer systematiserat då ett företag öppnade i Paris som kunde organisera och leverera en klack till ett fast pris.
1830 hade klacken blivit en institution i franska teatrar, och ledaren för en teater eller opera kunde enkelt beställa en klack. Klacken stod under överinseende av en Chef de claque (klackledare), som bestämde när och hur klacken skulle applådera eller bete sig. Fler funktionärer tillkom såsom commissaires (kommissarie) som lärde sig föreställningen utantill och kunde bestämma när och var applåden skulle ges. Rieurs (skrattare) som kunde skratta vid rätt tillfälle och pleureurs (gråtare) som kunde gråta och jämra vid rätt tillfälle. Ofta var det kvinnor som var gråterskor. Chatouilleurs (retare/kittlare) försökte hålla humöret upp på publiken exempelvis mellan akter och bisseurs (engångtill-personer) som klappade och skrek "Bis! Bis", vilket betyder "engång till, engång till!".

## Inom idrotten

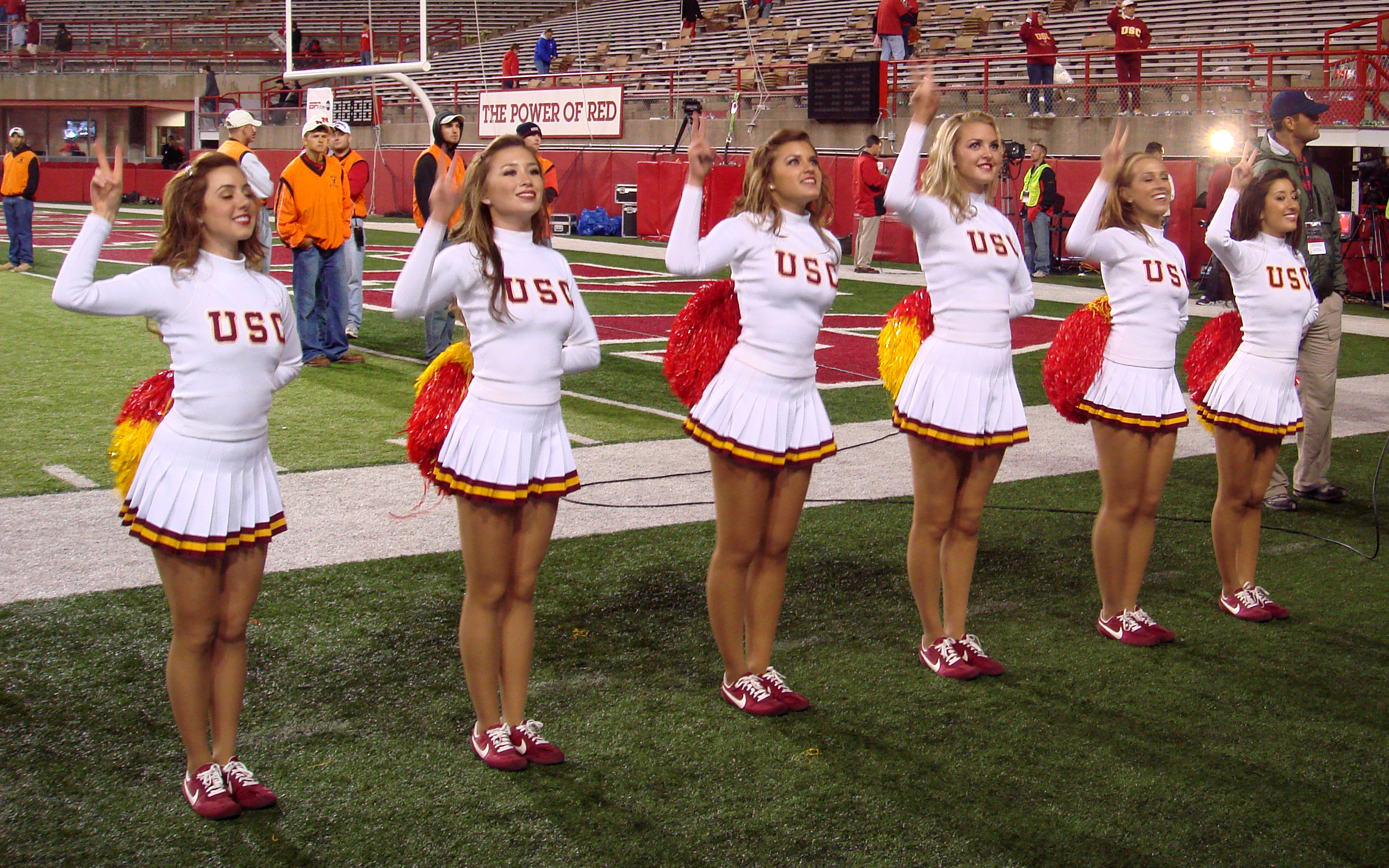
I USA finns särskilda klubbar för främst kvinnliga hejarklackar, s.k. cheerleaders

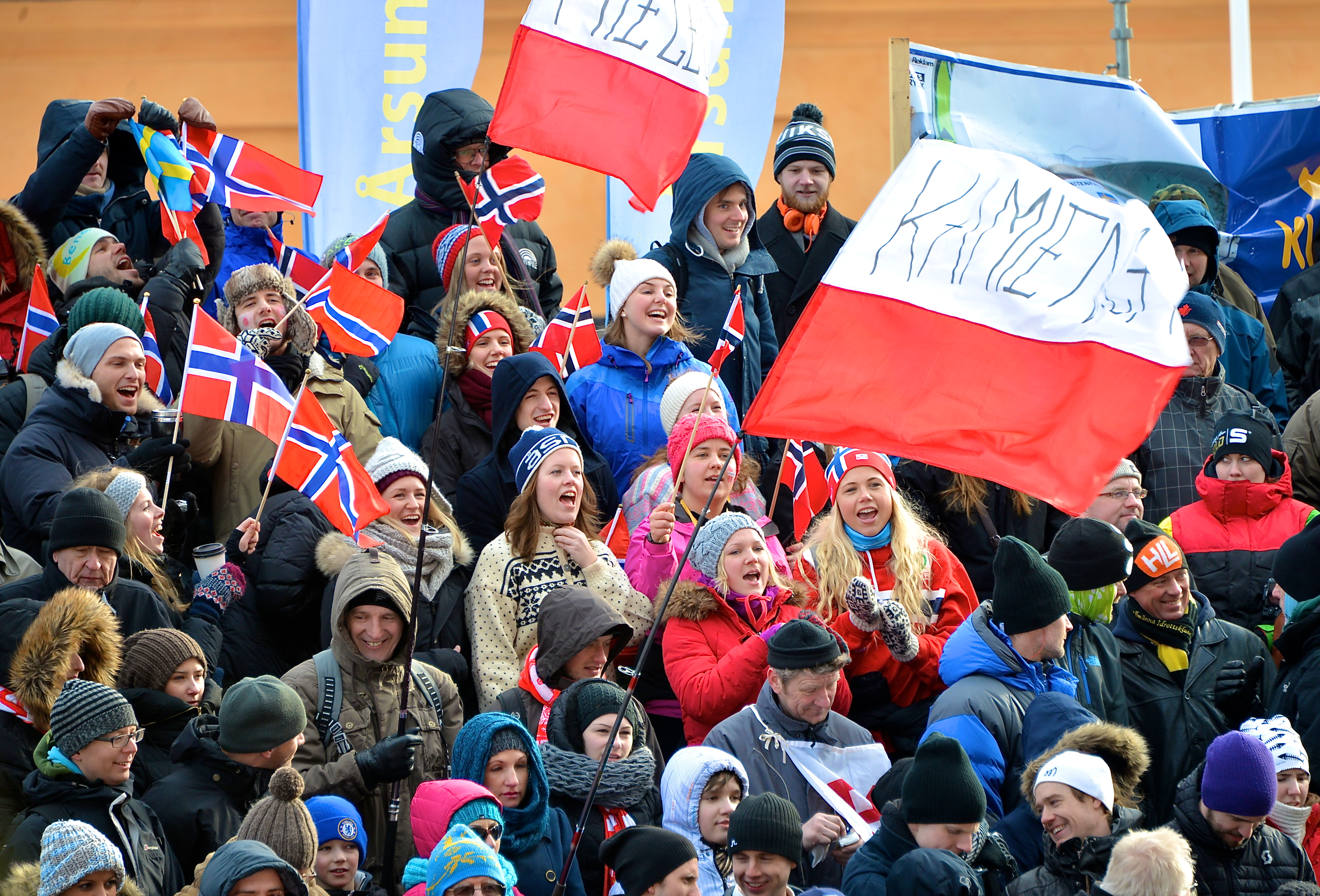
Norska och polska hejarklackarna på Royal Palace Sprint i Stockholm 2013.

Numera[när?] återfinns klacken främst inom idrotten, ofta fastare organiserad i supporterklubb, tifo e.dyl. I en och samma klack kan ett flertal supporterklubbar finnas närvarande men de flesta representerar vanligen inte någon klubb alls. Det som utmärker klacken under en match är att de sjunger mer än övriga publiken och har oftare tifo-arrangemang. Ibland så har klacken en klackledare som leder klacken och väljer hejaramsa.
Inom fotbollen brukar klackarna vara belägna på samma läktare eller del av läktare under varje match. Det vanligaste är att de finns på kortsidorna eller i kurvorna eftersom biljetterna där är billigare.